# Snuva
Snuva eller rinit kallas det när det rinner snor i näsan. Snuva kan indelas i allergisk och icke allergisk snuva; för den allergiska, se allergisk rinit. Icke allergisk rinit kan vara antingen ett sjukdomssymtom eller en normal reaktion på yttre miljöfaktorer eller inre tillstånd. Snuva är ett typiskt förkylningssymtom, men kan också bero på allergi.

## Orsaker
Snuva beror oftast på att blodkärlen i näsan är svullna, varefter slemhinnornas körtlar stimuleras till att bilda vätska (snor). Virus- och bakterierinit uppkommer genom att ett virus eller en bakterie angriper näsborrarna och skapar en inflammation, vilket leder till snuva. Vid rinit som orsakats av virus eller bakterier kännetecknas snuvan vanligen av att snoret är tjockt och gult eller grönt, samt att det orsakar nästäppa, även om den ofta börjar som rinnsnuva. 
Somliga människor har känsliga blodkärl i näsorna, och kan drabbas av vasomotorisk rinit, vanligen en plötslig rinnsnuva som orsakas av t.ex. kylig temperatur, parfym, rök, starkt kryddad mat och stress. Hormonförändringar (t.ex. av stigande östrogen eller sjunkande sköldkörtelhormoner), kan påverka genomsläppligheten i näsans blodkärl och ge snuva. Vid graviditet kan en del personer (ungefär 20%) få graviditetssnuva.
När man gråter blir man snuvig eftersom tårarna samlas upp i nästårgångarna. 
Snuva kan också vara ett tecken på visst substansmissbruk, i synnerhet sådant som administreras genom näsan (t.ex. sniffning). 
Obehandlad rinit kan orsaka polyper i näsan och bihåleinflammation.